# Gallu

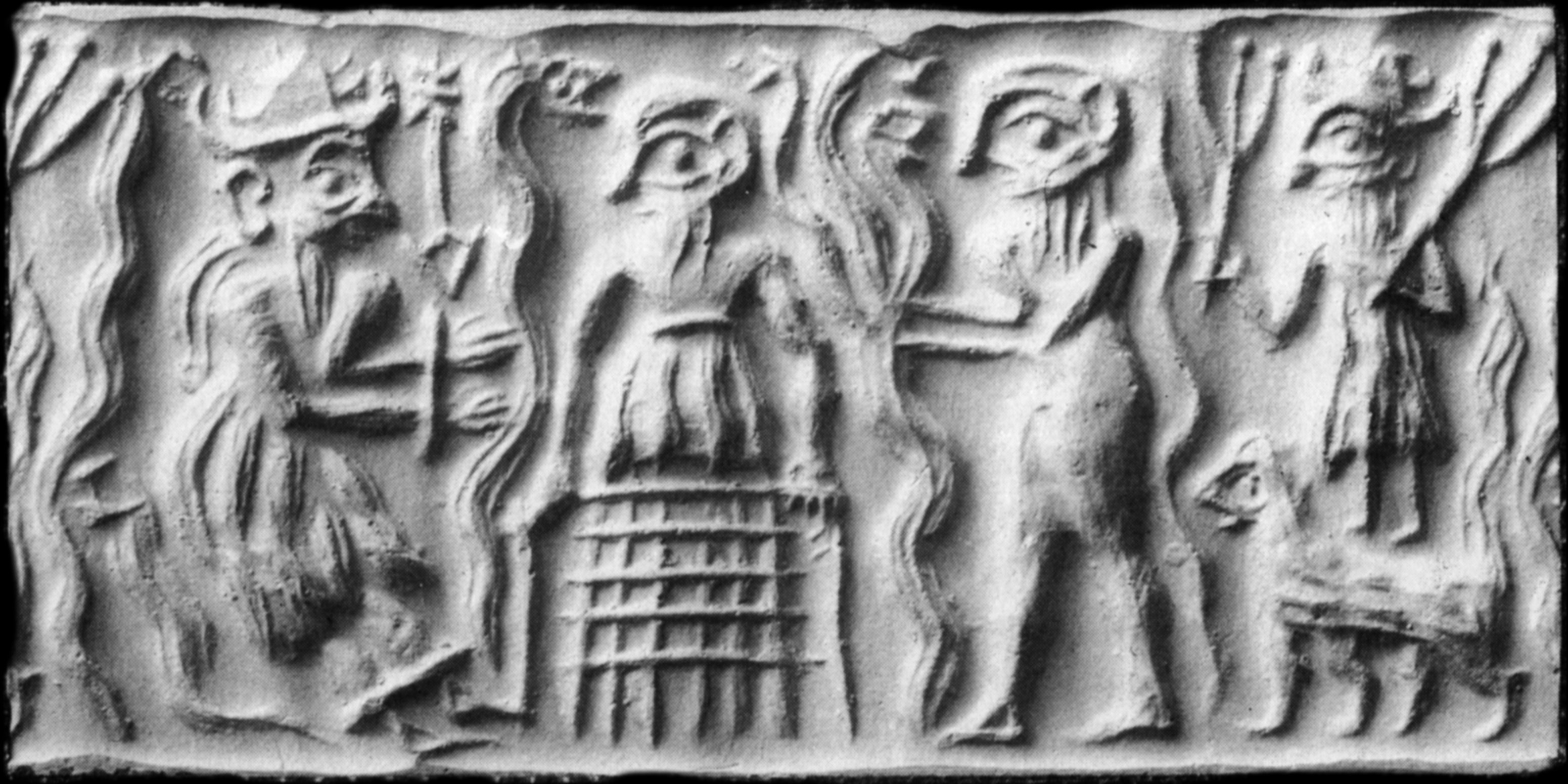
Una rappresentazione di un antico sigillo cilindrico sumero che mostra il dio Dumuzi torturato negli inferi dai demoni gallu.

I gallu (gallû in accadico; derivato dal galla sumero) sono demoni della mitologia mesopotamica viventi negli Inferi.
Il ruolo dei gallu è quello di catturare e gettare le loro sfortunate vittime nel mondo dei morti. Sono spesso menzionati negli incantesimi, tra i sette demoni infernali (o la "prole dell'inferno") della mitologia mesopotamica; in un testo si specifica anche che i gallu stessi sono in numero di sette.
Appaiono in particolare nel mito della Discesa di Inanna negli Inferi, nel quale la dea Inanna (o Ishtar) è accompagnata dai gallu quando esce dagli Inferi per trovare un sostituto che la sostituisca. Sono loro che catturano il suo amante Dumuzi, da lei designato per prendere il suo posto. Appaiono in una storia appartenente allo stesso ciclo, Il sogno di Dumuzi, inseguendo lo sfortunato dio che cerca invano di sfuggirgli.